# 2009–2010-es négysánc-verseny
A 2009–2010-es négysánc-verseny, a 2009–2010-es síugró-világkupa részeként került megrendezésre, melyet hagyományosan Oberstdorfban, Garmisch-Partenkirchenben (Németország), valamint Innsbruckban és Bischofshofenben (Ausztria) tartottak 2009. december 29. és 2010. január 6. között.
A torna győztese az osztrák Andreas Kofler lett, megelőzve a finn Janne Ahonent és honfitársát Wolfgang Loitzlt.

## Eredmények

### Oberstdorf
Schattenbergschanze HS 137

2009. december 29.
| Helyezés | Név                | Nemzetiség | 1. ugrás (m) | 2. ugrás (m) | Pontok | Összetett pontok | Világkupa összetett pontok |
| -------- | ------------------ | ---------- | ------------ | ------------ | ------ | ---------------- | -------------------------- |
| 1        | Andreas Kofler     | Ausztria   | 125.0        | 134.0        | 265.2  | 265.2 (1)        | 376 (3)                    |
| 2        | Janne Ahonen       | Finnország | 116.5        | 137.0        | 253.3  | 255.3 (2)        | 170 (11)                   |
| 3        | Thomas Morgenstern | Ausztria   | 124.5        | 126.5        | 250.3  | 250.3 (3)        | 239 (4)                    |
| 4        | Wolfgang Loitzl    | Ausztria   | 124.0        | 124.0        | 245.4  | 245.4 (4)        | 241 (6)                    |
| 5        | Simon Ammann       | Svájc      | 119.5        | 125.0        | 236.6  | 236.6 (5)        | 469 (1)                    |

### Garmisch-Partenkirchen
Große Olympiaschanze HS 142

2010. január 1.
| Helyezés | Név                   | Nemzetiség | 1. ugrás (m) | 2. ugrás (m) | Pontok | Összetett pontok | Világkupa összetett pontok |
| -------- | --------------------- | ---------- | ------------ | ------------ | ------ | ---------------- | -------------------------- |
| 1        | Gregor Schlierenzauer | Ausztria   | 136.5        | 137.5        | 277.7  | 506.5 (5)        | 511 (2)                    |
| 2        | Wolfgang Loitzl       | Ausztria   | 135.0        | 135.0        | 272.5  | 517.9 (2)        | 321 (5)                    |
| 3        | Simon Ammann          | Svájc      | 132.0        | 143.5        | 272.4  | 509.0 (4)        | 529 (1)                    |
| 4        | Andreas Kofler        | Ausztria   | 136.0        | 137.0        | 271.9  | 537.1 (1)        | 426 (3)                    |
| 5        | Anders Jacobsen       | Norvégia   | 136.0        | 134.0        | 269.5  | 459.8 (14)       | 127 (16)                   |

### Innsbruck
Bergiselschanze HS 130

2010. január 3.
| Helyezés | Név                   | Nemzetiség | 1. ugrás (m) | 2. ugrás (m) | Pontok | Összetett pontok | Világkupa összetett pontok |
| -------- | --------------------- | ---------- | ------------ | ------------ | ------ | ---------------- | -------------------------- |
| 1        | Gregor Schlierenzauer | Ausztria   | 130.0        | 122.0        | 251.1  | 757.6 (2)        | 611 (1)                    |
| 2        | Simon Ammann          | Svájc      | 128.5        | 117.5        | 237.8  | 746.8 (5)        | 609 (2)                    |
| 3        | Janne Ahonen          | Finnország | 128.0        | 117.5        | 237.4  | 749.9 (4)        | 270 (7)                    |
| 4        | Andreas Kofler        | Ausztria   | 126.0        | 118.5        | 235.1  | 772.2 (1)        | 476 (3)                    |
| 5        | Anders Jacobsen       | Norvégia   | 126.5        | 117.0        | 234.3  | 694.1 (9)        | 172 (15)                   |

### Bischofshofen
Paul-Ausserleitner-Schanze HS 142

2010. január 6.
| Helyezés | Név                | Nemzetiség | 1. ugrás (m) | 2. ugrás (m) | Pontok | Összetett pontok | Világkupa összetett pontok |
| -------- | ------------------ | ---------- | ------------ | ------------ | ------ | ---------------- | -------------------------- |
| 1        | Thomas Morgenstern | Ausztria   | 133.0        | 136.0        | 264.7  | 987.1 (6)        | 440 (4)                    |
| 2        | Janne Ahonen       | Finnország | 134.0        | 133.5        | 264.0  | 1013.9 (2)       | 350 (7)                    |
| 3        | Simon Ammann       | Svájc      | 136.0        | 131.5        | 261.5  | 1008.3 (5)       | 669 (1)                    |
| 4        | Wolfgang Loitzl    | Ausztria   | 130.5        | 135.0        | 260.9  | 1011.6 (3)       | 411 (5)                    |
| 5        | Andreas Kofler     | Ausztria   | 129.0        | 133.5        | 255.0  | 1027.2 (1)       | 521 (3)                    |

## Végeredmény
Összetett végeredmény
| Helyezés | Név                   | Nemzetiség | Oberstdorf | Garmisch- Partenkirchen | Innsbruck | Bischofshofen | Pontok |
| -------- | --------------------- | ---------- | ---------- | ----------------------- | --------- | ------------- | ------ |
| 1        | Andreas Kofler        | Ausztria   | 265.2 (1)  | 271.9 (4)               | 235.1 (4) | 255.0 (5)     | 1027.2 |
| 2        | Janne Ahonen          | Finnország | 253.3 (2)  | 259.2 (6)               | 237.4 (3) | 264.0 (2)     | 1013.9 |
| 3        | Wolfgang Loitzl       | Ausztria   | 245.4 (4)  | 272.5 (2)               | 232.8 (6) | 260.9 (4)     | 1011.6 |
| 4        | Gregor Schlierenzauer | Ausztria   | 228.8 (9)  | 277.7 (1)               | 251.1 (1) | 253.5 (6)     | 1011.1 |
| 5        | Simon Ammann          | Svájc      | 236.6 (5)  | 272.4 (3)               | 237.8 (2) | 261.5 (3)     | 1008.3 |